# Graptodytes granularis
Graptodytes granularis is een keversoort uit de familie van de waterroofkevers (Dytiscidae). De wetenschappelijke naam is gepubliceerd in 1767 door Linnaeus.